# Premio La Mamounia
El Premio La Mamounia (en francés: prix de La Mamounia) fue un premio literario marroquí fundado con la intención de promover la literatura marroquí escrita en francés. Fue otorgado desde 2010 a 2015 y llevó asignado un premio en metálico de 200,000 dirhams ($22.000 dólares en 2015).

## Historia
El premio fue creado en 2015 por el Hotel La Mamounia de Marrakech, hotel que era la sede del jurado y donde se realizaba la ceremonia de entrega cada año. Un jurado compuesto por conocidas figuras literarias del país seleccionaban cada año a los candidatos al premio. Desde 2011 el jurado estuvo dirigido por la escritora y crítica francesa Christine Orban como presidenta. Otros miembros de jurado fueron los escritores  Douglas Kennedy (Estados Unidos), Marie Laberge (Canadá), Vincent Engel (Bélgica) y Alain Mabanckou (República del Congo). El internacionalmente más sabido recipient es francés-escritor marroquí Leïla Slimani, quién más tarde fue en para ganar el Premio Goncourt en Francia. Por problemas económicos, el premio dejó de convocarse, siendo su última edición la de 2015.

## Ganadores
- 2010 Mahi Binebine
- 2011 Mohamed Leftah
- 2012 Mohamed Nedali
- 2013 Rachid O.
- 2014 Réda Dalil
- 2015 Leïla Slimani